# Отрицателно число
Отрицателно число в математиката е число, което е по-малко от нула. Множеството на всички отрицателни числа се записва като {\displaystyle \mathbb {R} ^{-}} или {\displaystyle \mathbb {R} _{-}}.
Отрицателното число се записва чрез добавяне на знака „-“ (минус) пред числото.
Отрицателните числа са въведени в математическа употреба от Михаел Щифел (1487 – 1567) през 1544 г. и от Никола Шуке (1445 – 1500).
Отрицателните числа се използват широко при определяне на градусите на температура по Целзий или Фаренхайт.